# Battlefield 3
Battlefield 3 (преведено на српски: Бојно поље; изворан изговор: Бетелфилд 3) је видео-игра у виду пуцачине из првог лица, коју је развио EA Digital Illusions CE и објавио Electronic Arts,  (Јапан) . Игра је објављена у Северној Америци 25. октобра 2011, у Европи 28. октобра 2011. за Windows, PlayStation 3, Xbox 360, а EA Mobile је потврдио верзију игре за  платформе. Игра није подржана од оперативних система пре Windows висте, јер игра подржава једино DirectX 10 и 11.
Игра представља директни наставак игре  2, из 2005. године, као и 11. наслов Battlefield франшизе. Игра је продата у 5 милиона примерака у првој недељи од објављивања, а већина оцењивача видео игара изнели су своје критике на овај наслов. PC преузимање је привилегија играчима са EA  платформом, преко које се PC играчи аутентификују приликом повезивања у игру.
У кампањи за једног играча, играчи преузимају одела различитих војних специјалности; укључујући  маринске одреде, -18 системске официре, М1 Абрамс тенковске операторе и оперативце Спецназа. Игра је смештена на више локација, укључујући предео Ирана и прати причу водника Блекбурна, а касније и оперативца Дмитрија Мајаковског.